# 秘魯時間
秘魯時間（Peru Time，縮寫PET）是秘魯使用的時區，標準時間為UTC-5，沒有實行夏令時。

## 外部連結
- GMT: Greenwich Mean Time - World Time / Time in every Time Zone